# Procesivnost
U molekularnoj biologiji i biohemiji, procesivnost je sposobnost enzima da katalizuje „konsekutivne reakcije bez otpuštanja svog supstrata“.
Na primer, procesivnost je prosečan broj nukleotida koji doda enzim polimeraza, kao što je DNK polimeraza, po asocijaciji/disasocijaciji templeta. DNK polimeraze koje uzimaju učešća u DNK replikaciji su visoko procesivne, dok one koje vrše DNK popravku imaju nisku procesivnost. Pošto je vezivanje polimeraza za templet korak koji ograničava brzinu DNK sinteze, sveukupna brzina DNK replikacije tokom S faze ćelijskog ciklusa zavisi od procesivnosti DNK polimeraza koje izvode replikaciju. Proteini DNK stege su integralne komponente DNK replikacione mašinerije koje svojim dejstvom povećavaju procesivnost asociranih polimeraza. Pojedne polimeraze dodaju preko 50.000 nukleotida na rastući lanac DNK pre disocijacije od templetnog lanca, te je njihova replikaciona brzina i do 1.000 nukleotida u sekundi.

## Literatura
- Watson JD, Baker TA, Bell SP, Gann A, Levine M, Losick R. (2004). Molecular Biology of the Gene 5th ed. Benjamin Cummings: Cold Spring Harbor Laboratory Press.

## Spoljašnje veze
- The thioredoxin binding domain of bacteriophage T7 DNA polymerase confers processivity on Escherichia coli DNA polymerase I[мртва веза]
- DNA sequence analysis with a modified bacteriophage T7 DNA polymerase[мртва веза]